# Kohärenz (Psychologie)
Die Kohärenz (lateinisch cohaerere ‚zusammenhängen‘) ist ein wesentlicher Gesichtspunkt in der Klinischen Psychologie und Psychiatrie, unter dem die formalen Denkabläufe von Patienten beurteilt werden (siehe Denkstörung). Kohärenz bedeutet hier, dass der Gedankengang – abgesehen von den inhaltlich formulierten Gegenständen und Tatsachen – in sich logisch, zusammenhängend und nachvollziehbar ist.

## Beispiel eines inkohärenten Gedankengangs
In der negativen/gestörten Ausbildung und Beurteilung des Merkmals Kohärenz als einem Krankheitssymptom spricht man von Inkohärenz bzw. von Zerfahrenheit oder Verwirrtheit des Gedankengangs. Nicht zusammengehörige Denkinhalte werden aneinandergereiht und vermischt. Es fehlt an inhaltlicher Gliederung und geordnetem Ablauf von Gedanken. Ein von Emil Kraepelin (1856–1926) berichtetes Beispiel von inkohärentem Gedankengang ist: „Das Mädchen sei bei solchen Gelegenheiten immer unangenehm akzeptable Trinkgelder“. Uwe Henrik Peters  schreibt dazu, dass trotz genannter Mängel ein thematischer Gesamtzusammenhang erkennbar bleibt. Die inhaltlich hinlänglich gegliederte, syntaktisch korrekte und hinsichtlich logischer Abfolgen verständlichere Formulierung bedürfte einer längeren Ausführung des Satzes. An diesem Beispiel ist eine Verdichtungsarbeit erkennbar, wie sie Sigmund Freud (1856–1939) bei der Traumarbeit beschrieben hat, siehe Kap. Orthologie.

## Psychophysiologische und psychopathologische Beschreibung
Versucht man, Störungen des formalen Gedankengangs zu beschreiben, wozu zum Beispiel der Psychiater in seinem Befund verpflichtet ist, so kann der Redestil eines Patienten als sprunghaft geschildert werden bis hin zur völligen Unverständlichkeit. Bei schweren Formen ist selbst der Satzbau gestört, es kommt zu Wort- oder Silbensalat. Die gedanklichen Leistungen ideenflüchtiger Patienten halten einer kritischen Überprüfung zum Teil nicht mehr stand. Der Sinnzusammenhang ist häufig nicht mehr gewährleistet. Der Patient erscheint unter Umständen von außen ablenkbar. Die Gedanken verfolgen entweder ein stets wechselndes Ziel oder die Änderung ihrer Zielrichtung erscheint erschwert, verlangsamt und mühsam (Monideismus). Es kann auch vorkommen, dass der Gedankengang von Assoziationen oder Klängen und Reimen bestimmt ist. Das Urteilsvermögen ist oft oberflächlich. Die Patienten wirken in ihrem Gedankengang bisweilen gehemmt oder enthemmt. Dieser erscheint zum Teil auch verarmt, grüblerisch eingeengt, weitschweifig oder umständlich. Umständlichkeit entsteht oft aus einem Gefühl der Unsicherheit. – Schwieriger erscheint es, physiologische Normvarianten zu beschreiben.

### Orthologie
Die Kohärenz des Denkens kann im Rahmen physiologischer Abläufe verändert bzw. gelockert sein, so im Stadium der Ermüdung und des Halbschlafs. Im Schlaf ist Kritik und Zensur des Denkens weitgehend aufgehoben, wie bereits Freud in seiner Analyse der Traumarbeit herausgestellt hat. Freud unterschied als Mechanismen der Traumarbeit insbesondere Verdichtung, Verschiebung, Umsetzung in Visuelles, Symbolik, Agrammatikalität und die Rolle der Oppositionsworte. Die Kenntnis dieser Mechanismen erleichtere die Entzifferung der latenten Trauminhalte (Traumgedanken).

### Pathologie
Die oben genannten Symptome werden in unterschiedlicher Ausprägung in fast allen Formenkreisen psychiatrischer Erkrankungen beobachtet. So zum Beispiel bei der Schizophrenie (und einigen Unterformen davon), bei der Manie, bei Psychosen, bei der wahnhaften Störung oder auch bei manchen Formen (und Unterformen) der Depression sowie bei manchen Neurosen. Auch manche Menschen mit geistiger Behinderung haben Schwierigkeiten mit kohärentem Denken, also logischem, zusammenhängendem Denken. Starke Grade von Inkohärenz werden als Verworrenheit bezeichnet.

## Zur Rezeption und Kritik des Begriffs
Da es sich um einen zentralen Begriff bei der Beschreibung formaler Denkstörungen handelt, ist ein strenger Maßstab an definitorische Exaktheit zu legen. Ein solch einheitlicher strenger Maßstab fehlt jedoch. Inkohärenz und Zerfahrenheit etwa werden im Alltag der psychiatrischen Praxis keineswegs immer gleichbedeutend gebraucht.

### Klassische (deutsche) Psychiatrie
In der klassischen deutschen Psychiatrie ist Inkohärenz ein für das formale Denken phänomenologisch bzw. psychopathologisch aufschlussreicher Parameter. Für die definitorische Schwierigkeit wird im Lehrbuch von Manfred Bleuler auf die Komplexität psychischer Krankheit hingewiesen und die Frage gestellt, ob ein gesunder Mensch überhaupt von einer Denkstörung betroffen sein könne. Hieraus wären allerdings im negativen Falle erhebliche Probleme des Verständnisses krankhafter Denkstörungen abzuleiten.
Der Begriff Inkohärenz wird überwiegend im allgemeinen Sinne bei psychisch bedingten Denkstörungen verwendet. Zerfahrenheit und sprunghaftes Denken dagegen werden häufig nahezu automatisch und ausschließlich mit Schizophrenie als Terminus technicus in Verbindung gebracht, läppisches Denken mit Hebephrenie, Ideenflucht und beschleunigtes Denken mit manischen Zuständen, gehemmtes Denken mit Depression usw. Dabei wird die Schwierigkeit einer allgemeingültigen Begriffsdefinition deutlich. Inkohärenz wird von Zerfahrenheit differenziert, indem bei letzterer die gewöhnliche Bedeutung der Begriffe verschwimmt, während die Einzelvorstellung bei Inkohärenz klar erscheint. Zerfahrenheit ist damit die weitreichendere Störung, die sich nicht nur auf formale, sondern auch auf inhaltliche Denkstörungen bezieht.
Andererseits wird der Begriff Inkohärenz von vielen Autoren auf den Zusammenhang exogener Psychosen beschränkt. Wenn man auch versuchen kann, bei der Kohärenz des Denkens dynamische, logische, assoziative und affektive Momente als definitorische Kriterien zu unterscheiden, so erscheint eine phänomenologisch klare, d. h. psychopathologisch hinreichende Definition im Sinne der Beschreibung einzelner Krankheitszustände eher problematisch.

### Gestalttheorie
Seitens der Gestalttheorie wurden von Georg Elias Müller (1850–1934) sog. Kohärenzfaktoren aufgestellt. Diese Faktoren sind: räumliche Nähe, Gleichheit, Ähnlichkeit, Symmetrie und Kontur (Differenzierung von Figur und Hintergrund). Von verschiedenen Teilen des Stimulusareals (Sensorischen Projektionszentrums) werden diese Faktoren als zusammengehörig angesehen und bilden so eine Einheit.

### Psychoanalyse
Seitens der Psychoanalyse wird es als relativ gesichert angesehen, dass bei Psychosen die Inkohärenz (und damit die Gefahr einer Desintegration und Fragmentierung des Selbsts) im Vordergrund steht. Bereits Karl Jaspers (1883–1969), der als einer der Begründer der Psychopathologie und damit der klassischen Psychiatrie gilt und der Psychoanalyse reserviert gegenübersteht, hat die Einheit und Identität des Ichs als wesentliche Merkmale des Ichbewusstseins gehalten. Ein die Einheit und Kohärenz dieses Bewusstseins beeinflussendes Moment ist die sog. Verdoppelung der Persönlichkeit. Hierbei entstehen nach Jaspers zwei Reihen seelischer Vorgänge gleichzeitig nebeneinander und damit auch zwei Seiten von „Gefühlszusammenhänge(n), die nicht mit denen der anderen Seite zusammenfließen, vielmehr sich gegenseitig fremd gegenüber stehen“. Der Begriff Dissoziation als „Desintegration und Fragmentierung des Bewusstseins“ stammt von dem französischen Psychiater Pierre Janet (1859–1947), der in Sachen Hysterie sogar als Gegenspieler Freuds bezeichnet wurde.

### Sozialpsychologie
Das Kohärenzgefühl ist ein zentraler Aspekt in der Salutogenese von Aaron Antonovsky (1923–1994). Nach Antonovsky hat Kohärenz drei Aspekte:
- Die Fähigkeit, dass man die Zusammenhänge des Lebens versteht. Das Gefühl der Verstehbarkeit.
- Die Überzeugung, dass man das eigene Leben gestalten kann. Das Gefühl der Handhabbarkeit.
- Der Glaube, dass das Leben einen Sinn hat. Das Gefühl der Sinnhaftigkeit.

Aus soziologischer Sicht ist in diesem Zusammenhang auch auf die Bedeutung von Kohäsion und insbesondere auch auf den Begriff der Gruppenkohäsion zu verweisen. Der Zusammenhalt der Gesellschaft – wie auch der Familie und Freunde – ist ein wesentlicher Faktor, der zur Vermeidung von Angst als einem grundlegenden Faktor für die Entstehung psychischer Gesundheit bzw. Krankheit führt.

### Psycholinguistik
Der seit ca. 1950 zu verfolgende Ansatz der Psycholinguistik versucht teilweise aufgrund psychologisch-experimenteller Methodik aber auch aufgrund von mentalistisch-kognitiver Theorien und grammatischer und insbesondere syntaktischer Regeln Rückschlüsse auf tieferliegende Ursachen von psychischen Störungen zu gewinnen und damit zu ihrem Verständnis seitens der Linguistik, Kommunikationsforschung, Informationstheorie und Kulturanthropologie beizutragen. Auch die Psychoanalyse hat sich der psycholinguistischen Methode bedient und das analytische Gespräch zwischen Arzt und Patient im Sinne einer Sprachanalyse untersucht. Alfred Lorenzer (1922–2002) hat versucht, biologische, psychoanalytische und sozialpsychologische Gesichtspunkte miteinander zu verbinden (metatheoretische Untersuchung). Dabei verwendet er die Methodik des szenischen bzw. analogen Verstehens. Die Aufklärung des spezifisch unverständlichen Sinnes sprachlicher Äußerungen (im Sinne einer symptomatischen Szene oder Übertragungsszene) erfolgt durch Gegenüberstellung und Vergleich mit einer korrespondierenden bzw. analogen frühkindlichen Originalszene. Wenn das Kind in dieser Originalszene einen unerträglichen Konflikt erleidet und ihn abwehrt, führt dies gleichzeitig zu einer sprachlichen Abspaltung der mit dieser Situation verbundenen Vorstellungen (Objektrepräsentanz) aus der formalsprachlichen öffentlichen Kommunikation. Dieser Vorgang wird als Desymbolisierung bezeichnet. Hieraus resultieren privatsprachliche Abweichungen von der Formalsprache. Bei einem nicht deformierten Sprachspiel besteht Kongruenz der Äußerungen auf allen drei Ebenen der Kommunikation: der „Handlungsebene“, den „nichtverbalen leiblichen oder körpernahen Expressionen“ und den „sprachlichen Äußerungen“ selbst. Kohärenz ist daher im weitesten Sinne nicht nur als Übereinstimmung privatsprachlicher und öffentlicher Bedeutungen, sondern auch als Kongruenz verschiedener Ebenen von Kommunikation zu verstehen.